# Бранг-Ене
Бра́нг-Ене́ (індонез. Brang Ene) — один з 8 районів округу Західна Сумбава провінції Західна Південно-Східна Нуса у складі Індонезії. Розташований у східній частині. Адміністративний центр — село Мура.
Населення — 5263 особи (2012; 5088 в 2010).

## Адміністративний поділ
До складу району входять 6 сіл:
| Населений пункт   | Населення, осіб (2010) |
| ----------------- | ---------------------- |
| Калімантонг, село | 1128                   |
| Лампок, село      | 740                    |
| Манеменг, село    | 1158                   |
| Матаїянг, село    | 331                    |
| Муджахіддін, село | 678                    |
| Мура, село        | 1053                   |